# 尾張星の宮駅
尾張星の宮駅（おわりほしのみやえき）は、愛知県清須市阿原星の宮にある、JR東海交通事業城北線の駅。
旧国名の「尾張」を冠した駅名だが、「星の宮」と名の付く駅は他に存在しない。

## 歴史
- 1991年（平成3年）12月1日：城北線勝川 - 当駅間開業に伴い終着駅として開業[1]。
- 1993年（平成5年）3月18日：当駅 - 枇杷島間が開業[1]。途中駅となる[1]。

## 駅構造
相対式ホーム2面2線を有する高架駅。無人駅である。

### のりば
| 番線 | 路線     | 方向 | 行先     |
| ---- | -------- | ---- | -------- |
| 1    | 〓城北線 | 下り | 勝川行   |
| 2    | 〓城北線 | 上り | 枇杷島行 |

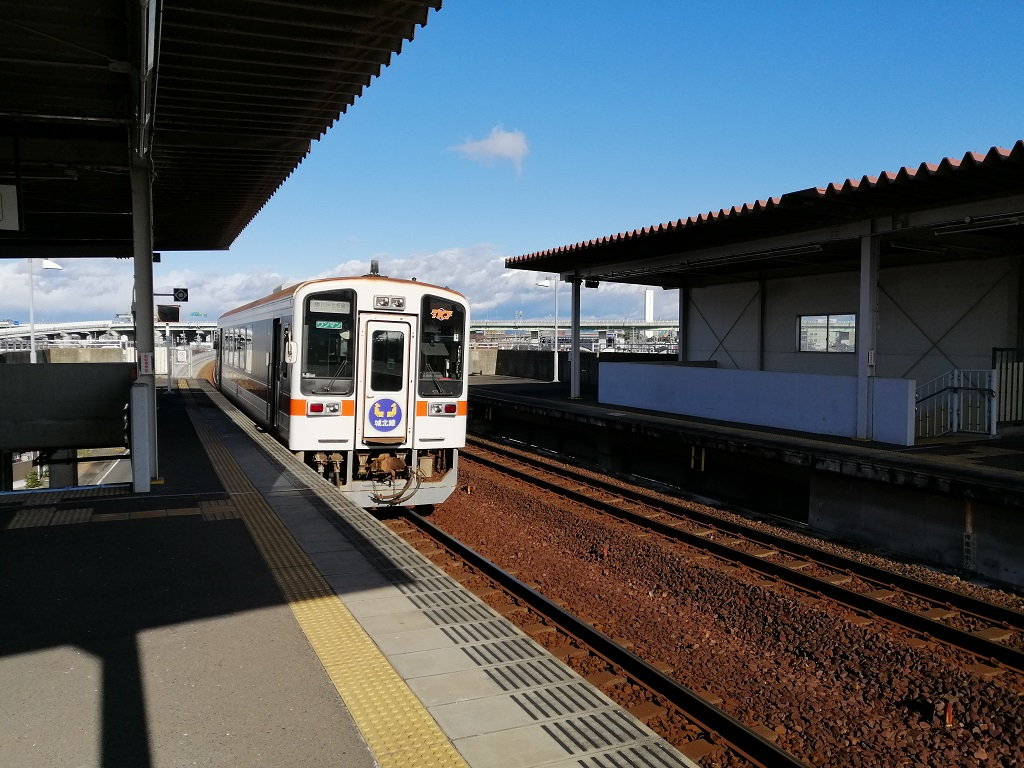
ホーム
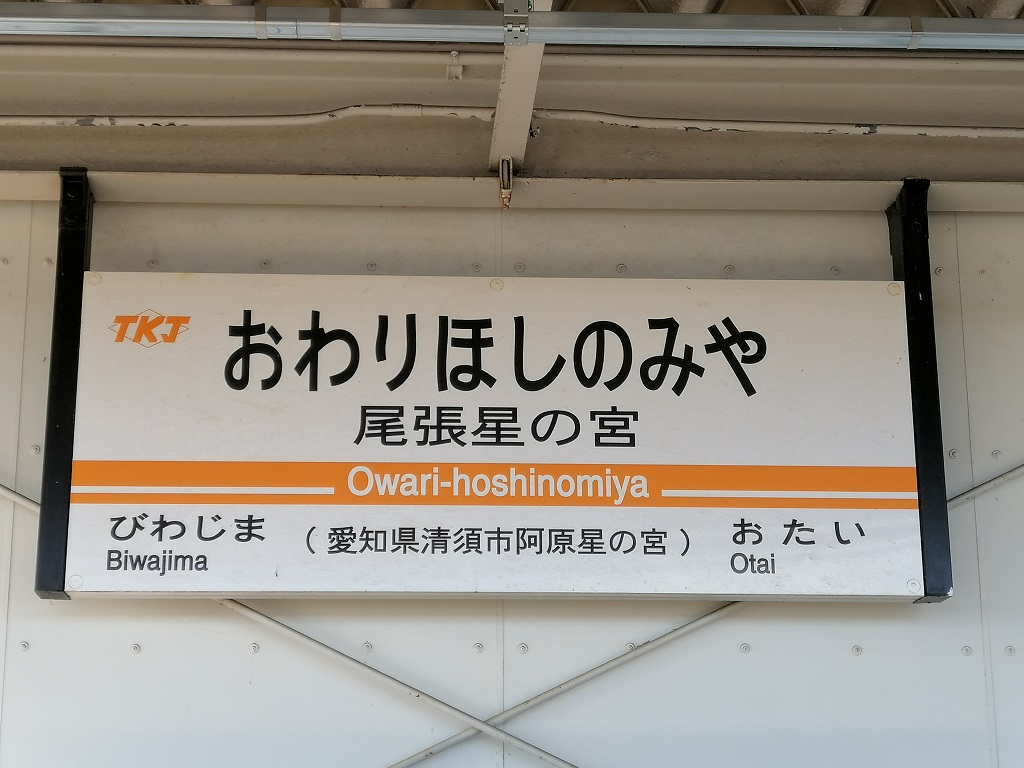
駅名標

## 駅周辺
- 清洲ジャンクション
- 名古屋第二環状自動車道 清洲東IC
- 名古屋高速道路清須線・一宮線（清須出入口）
- 河原神社（星野宮）
- キリンビール名古屋工場（キリンビアパーク名古屋）
- 貝殻山貝塚資料館（朝日遺跡　あいち朝日遺跡ミュージアム）
- 清須市地域文化広場 カルチバ新川
  - 清須市新川地域文化広場
  - 清須市新川スポーツセンター
- 清須市星の宮児童センター
- 愛知県立新川高等学校
- 愛知県道67号名古屋祖父江線（岐阜街道、鮎鮨街道）
- 愛知県道190号名古屋一宮線（岐阜街道、鮎鮨街道）

## 隣の駅
JR東海交通事業
〓 城北線
小田井駅 - 尾張星の宮駅 - 枇杷島駅